# Франкович проти Італії
Франкович проти Італії — рішення Суду Справедливости, яке встановило, що держави-члени Європейських Спільнот (ЄС) можуть бути зобов’язані виплатити компенсацію особам, які зазнали збитків через те, що держава-член не транспонувала директиву ЄС в національне законодавство. Цей принцип іноді відомий як принцип відповідальності держави або «правило Франковича» в праві Європейської Унії (ЄУ).

## Зміст
Відповідно до Директиви 80/987/ЄС про захист працівників у разі неплатоспроможності їхнього роботодавця, очікувалося, що держави-члени ЄС ухвалять положення у своєму національному законодавстві, щоб передбачити мінімальний рівень страхування для працівників, яким не виплачено заробітну плату, якщо їхні роботодавці стануть банкрутами. Пан Франкович, який працював у Віченці на CDN Elettronica SnC, був винен 6 мільйонів лір, а пані Боніфачі та 33 її колегам - 253 мільйони лір після того, як їхня компанія Gaia Confezioni Srl збанкрутувала. Директива мала бути імплементована до 1983 року, але через п'ять років їм нічого не виплатили, оскільки ліквідатори компанії повідомили їм, що грошей не залишилося. Вони подали позов проти італійської держави, стверджуючи, що вона повинна відшкодувати збитки, щоб компенсувати їхні втрати через невиконання Директиви.

## Судове рішення
Суд Справедливости постановив, що уряд Італії порушив свої зобов’язання та зобов’язаний відшкодувати працівникам збитки, спричинені порушенням. Суд також постановив, що відшкодування збитків за такі порушення має бути доступним в національних судах, і що для встановлення відповідальності держави на підставі невиконання директиви позивачі повинні довести, що директива надає їм певні права, які можна визначити в її формулюванні, і що існує причинно-наслідковий зв’язок між невиконанням державою директиви та понесеними збитками.
|  | 31 Слід одразу зазначити, що Договір про заснування ЄЕС створив власну правову систему, яка інтегрована в правові системи держав-членів і яку їхні суди зобов'язані застосовувати. Суб'єктами цієї правової системи є не тільки держави-члени, а й їхні громадяни. Право Спільноти не лише накладає обов'язки на окремих осіб, але й покликане породжувати права, які стають частиною їхнього правового надбання. Ці права виникають не лише тоді, коли вони прямо надані Договором, але й в силу зобов'язань, які Договір чітко визначає як для окремих осіб, так і для держав-членів та інституцій Співтовариства (див. рішення у справі 26/62 «Ван Ґенд ен Лоос» [1963] ECR 1 та у справі 6/64 «Коста проти ENEL» [1964] ECR 585). 32 Крім того, послідовно стверджується, що національні суди, завданням яких є застосування положень права Спільноти у сферах, що належать до їхньої юрисдикції, повинні забезпечувати повну дію цих норм і захищати права, які вони надають особам (див., зокрема, рішення у справі 106/77 «Управління фінансами проти Simmenthal SpA» [1978 р.], п. 16, ECR 629, та у справі C-213/89 «R (Factortame Ltd) проти державного секретаря транспорту» (C-213/89) [1990 р.], ECR I-2433, п. 19). 33 Повна ефективність правил Спільноти була б знижена, а захист прав, які вони надають, послаблений, якби особи не могли отримати відшкодування, коли їхні права порушуються внаслідок порушення права Спільноти, за яке держава-член може бути притягнута до відповідальности. 34 Можливість отримати відшкодування від держави-члена є особливо необхідною, коли, як у цьому випадку, повна ефективність правил Спільноти залежить від попередніх дій з боку держави, і коли, відповідно, за відсутності таких дій особи не можуть забезпечити в національних судах дотримання прав, наданих їм правом Спільноти. 35 Звідси випливає, що принцип, згідно з яким держава повинна нести відповідальність за збитки та шкоду, завдані особам внаслідок порушень права Спільноти, за які держава може бути притягнута до відповідальности, є невід'ємною частиною системи Договору. |

## Примусове виконання
Суд постановив, що національні процедури повинні визначати, як кожна держава-член повинна виконувати відповідальність. В аналізі 35 справ після справи Франкович проти Італії (1991) Takis Tridimas показав, що Суд Справедливости використовує один із трьох підходів до вирішення спорів щодо відповідальности держави:
1. Результати: суд надає національному суду готові конкретні рішення, які майже не дають можливості для маневру. У цих випадках суд визначить сумісність національного заходу із законодавством Європейського Союзу або надасть «щодо того, як правильне тлумачення ЄС вимагає вирішення спору»[4] таким чином демонструючи відповідальність.
2. Справи з інструкціями: суд надає вказівки та роз’яснення, призначені для інформування національного суду щодо тлумачення сумісності національного законодавства з правом Європейського Союзу. Суд не знаходить відповідальності для національного органу.
3. Справи про відшкодування: суд виносить абстрактне або теоретичне рішення, залишаючи національному суду визначення серйозності та сумісності. Таких випадків стає менше.[4]

Було також показано, що принцип відповідальності держави в першу чергу служив комерційним інтересам Союзу. Існує кілька перешкод для відповідальності держави за інші групи прав (екологічні, соціальні, споживчі), включаючи неможливість вимагати «право, яке можна ідентифікувати» згідно з рішенням суду , боротьбу з позовом, оскільки збитки поширюються на багатьох позивачів, і неможливість довести збитки для окремої особи (забруднення навколишнього середовища).